# Riachão do Poço
Riachão do Poço é um município brasileiro do estado da Paraíba, localizado na Região Geográfica Imediata de João Pessoa. De acordo com o IBGE (Instituto Brasileiro de Geografia e Estatística), no ano de 2006 sua população era estimada em 4.460 habitantes. Área territorial de 39 km².